# Оружане снаге Словачке Републике
Оружане снаге Словачке Републике (слч. Ozbrojené sily Slovenskej republiky; од 1993. до 2002. године се звала Војска Словачке Републике) је војска републике Словачке која броји око 27.000 припадника. У саставу НАТО снага се налази од марта 2004. године и има годишњи буџет од око 400 милиона америчких долара или око 1,87% бруто домаћег производа. 

## Структура
Оружане снаге Словачке Републике се састоје од копнених санга, ваздухопловства и противваздушне одбране и команде за обуку и подршку. Копнене снаге се састоје од две активне механизоване бригаде, као и по једне оклопне и паравојне бригаде у стратешкој резерви. Ваздухопловство и противваздушна одбрана се састоје од једног ловачког и једног хеликоптерског винга распоређених у две ваздухопловне базе, издвојене транспортне ескадриле, једне бригаде противваздушне одбране као и бригаде ВОЈИН. У оквиру комадне за обуку и подршку налазе се раличите логистичке, јединице везе, почасна јединица, као и јединице за обуку. Под комадндом генералштаба су војна академија, пук специјалних јединица и друге мање јединице.

### Наоружање
Тенкови
- Т-72 (272)

БВП
- БВП-1 (72)
- БВП-2 (91)
- БПсВ

Оклопни транспортери
- ОТ-90 (56)

Артиљерија
- Д-30 (74)
- минобацачи 120 mm (37)

Самоходна артиљерија
- 2С1 Гвоздика (49)
- ДАНА (8)
- Зузана (16)

Самоходни вишецевни лансери ракета
- РМ-70 (87)

Самоходни противавионски топови
- М-53/59 Прага (206)

Ракетни системи противваздушне одбране
- С-300 (1 батерија)
- 2К12 Куб (4 батерије)

Авиони
- МиГ-29С/УБС (21)
- Аеро Л-39 Албатрос (13)
- Ан-26 (2)
- Лет Л-140 Турболет (7)

Хеликоптери
- Ми-17 (12)
- Ми-24 (12)
- Ми-2 (6)

## Мировне мисије
Око 750 Словачких војника се налазе на неколико мировних мисија у свету у оквиру НАТО и УН, међу којима су ЕУФОР у Босни и Херцеговини, КФОР на Косову и Метохији и један инжењерски одред стациониран у Авганистану. Од независности Словачке, после Плишане револуције 1993. године, до 2006. године погинуле су 53 особе у униформи, највише приликом пада авиона Ан-24, који се 2006. године срушио у Мађарској на путу за Босну и Херцеговину. Оружане снаге Словачке Републике се према истраживањима у Словачкој сматрају државном институцијом од највећег поверења међу грађанима.